# イ・ジョンヒョン (格闘家)
イ・ジョンヒョン（韓国語: 이정현, ラテン文字転写: Jung Hyun Lee、2002年9月10日  - ）は、韓国の男性総合格闘家。ソウル出身。TEAM AOM所属。現ROAD FCフライ級王者。

## 来歴
13歳で総合格闘技を始める。アマチュアMMA戦績は8勝2敗。2019年に17歳でプロ総合格闘技デビューし、デビューから8連勝を飾った。

### RIZIN
2024年、21歳で9勝1敗（4勝1敗）の戦績でRIZINと契約。RIZINとRoad To UFCから同時にオファーを受けたが、ジョンヒョンは「RTUよりもRIZINの方が強い選手達と戦える」という理由からRIZINを選んだ。
2024年4月29日、RIZIN初参戦となるRIZIN.46にてDEEPフライ級王者の神龍誠と対戦し、1R終盤に肩固めで1本負けを喫した。
2024年11月17日、RIZIN LANDMARK 10で伊藤裕樹と対戦し、3Rにグラウンド状態からのエルボー連打でTKO負けを喫した。
2025年3月16日、ROAD FC 072でROAD FCフライ級王座決定戦を行い、コ・ドンヨクと対戦して3-0の判定勝ち。ROAD FCフライ級王者となった。

## 人物
- ラッパーとしての側面も持っており、20歳の時点でCDを2枚リリースしている[4]

## 戦績

### プロ総合格闘技
| 総合格闘技 戦績 | 総合格闘技 戦績 | 総合格闘技 戦績 | 総合格闘技 戦績 | 総合格闘技 戦績 | 総合格闘技 戦績 | 総合格闘技 戦績 |
| --------------- | --------------- | --------------- | --------------- | --------------- | --------------- | --------------- |
| 14 試合         | (T)KO           | 一本            | 判定            | その他          | 引き分け        | 無効試合        |
| 11 勝           | 5               | 0               | 6               | 0               | 0               | 0               |
| 3 敗            | 1               | 1               | 1               | 0               | 0               | 0               |

| 勝敗 | 対戦相手           | 試合結果                          | 大会名                                                       | 開催年月日     |
| ○    | コ・ドンヒョク     | 5分5R終了 判定3-0                 | ROAD FC 072 【ROAD FCフライ級王座決定戦】                    | 2025年3月16日  |
| ○    | ピョン・イェジュン | 5分3R終了 判定3-0                 | ROAD FC 071                                                  | 2024年12月29日 |
| ×    | 伊藤裕樹           | 3R 2:29 TKO（グラウンドエルボー） | RIZIN LANDMARK 10                                            | 2024年11月17日 |
| ×    | 神龍誠             | 1R 4:29 肩固め                    | RIZIN.46 【日韓対抗戦】                                      | 2024年4月29日  |
| ○    | イ・ギルス         | 1R 4:40 KO (左ハイキック)         | ROAD FC 067                                                  | 2023年12月16日 |
| ×    | マーク・クリマコ   | 5分3R終了 判定0-3                 | Road to UFC Season 2: Shanghai 【フライ級トーナメント1回戦】 | 2023年5月27日  |
| ○    | 秋葉太樹           | 5分3R終了 判定3-0                 | ROAD FC 061                                                  | 2022年7月23日  |
| ○    | 山本聖悟           | 1R 3:12 KO (右ストレート)         | ROAD FC 060                                                  | 2022年5月14日  |
| ○    | キム・ヨンハン     | 1R 2:53 TKO (左フック→パウンド)   | ROAD FC 059                                                  | 2021年9月4日   |
| ○    | チェ・セルゲイ     | 3R終了 判定3-0                    | ROAD FC ARC 006                                              | 2021年8月31日  |
| ○    | チョウ・ミンス     | 3R終了 判定3-0                    | ROAD FC ARC 005                                              | 2021年6月12日  |
| ○    | パク・ジンウー     | 2R 1:06 TKO (フック)              | ROAD FC ARC 004                                              | 2021年5月27日  |
| ○    | ヨウ・ジャエナン   | 3R終了 判定3-0                    | ROAD FC ARC 002                                              | 2020年7月18日  |
| ○    | コウ・ドンヒュク   | 3R 2:25 TKO (パンチ連打)          | ROAD FC ARC 001                                              | 2020年3月23日  |

### アマチュア総合格闘技
| 勝敗 | 対戦相手             | 試合結果               | 大会名                    | 開催年月日     |
| ○    | チョ・ミンス         | 3分2R終了 判定2-1      | ROAD FC                   | 2020年1月18日  |
| ○    | ユ・ヒチャン         | 3分2R終了 判定2-1      | ROAD FC CENTRAL LEAGUE 50 | 2019年10月26日 |
| ○    | キム・ハジュン       | 3分2R終了 判定（勝利） | ROAD FC CENTRAL LEAGUE 49 | 2019年8月24日  |
| ○    | ユ・ヒチャン         | 3分2R終了 判定2-1      | ROAD FC CENTRAL LEAGUE 47 | 2019年4月27日  |
| ○    | キム・アンドレイ     | 3分2R終了 判定（勝利） | ROAD FC CENTRAL LEAGUE 46 | 2019年3月16日  |
| ×    | ユ・ヒチャン         | 3分2R終了 判定（敗北） | ROAD FC CENTRAL LEAGUE 45 | 2019年1月26日  |
| ○    | キム・ハジュン       | 3分2R終了 判定（勝利） | ROAD FC CENTRAL LEAGUE 43 | 2018年10月13日 |
| ×    | コジロー・バンフース | 3分2R終了 判定（敗北） | ROAD FC CENTRAL LEAGUE 42 | 2018年6月23日  |
| ○    | ジャン・ミンスン     | 3分2R終了 判定3-0      | ROAD FC CENTRAL LEAGUE 41 | 2018年4月28日  |
| ○    | パク・グヌ           | 3分2R終了 判定3-0      | ROAD FC CENTRAL LEAGUE 41 | 2018年1月6日   |

## 獲得タイトル
- 第3代ROAD FCフライ級王座（2025年）